# Larissa Michailowna Aksjonowa
Larissa Michailowna Aksjonowa (russisch Лариса Михайловна Аксёнова; * 31. Oktober 1945 in Winniza, Ukrainische SSR) ist eine sowjetische bzw. russische Lebensmittelingenieurin.

## Leben
Das Studium am Moskauer Technologischen Institut der Lebensmittelindustrie schloss Aksjonowa 1968 ab. Darauf wurde sie Ingenieurin im Moskauer Forschungsinstitut der Konditorei-Industrie, dessen Direktorin sie 1996 wurde. Im selben Jahr verteidigte sie mit Erfolg ihre Doktor-Dissertation für die Promotion zur Doktorin der technischen Wissenschaften.
Mit ihren grundlagen- und anwendungsorientierten Forschungsarbeiten wurde Aksjonowa eine herausragende Wissenschaftlerin auf dem Gebiet der Backwaren-Technologie. Sie koordinierte die Entwicklungen innovativer ressourcenschonender Technologien für die Lagerung und Verarbeitung der landwirtschaftlichen Rohstoffe und für die umweltfreundliche Herstellung der Backwaren. Sie ist Mitautorin vieler Veröffentlichungen und Erfindungen, Vizepräsidentin der Assoziation der Hersteller der Konditorei-Erzeugnisse, Leiterin der entsprechenden Rosstandart-Kommission und Leiterin entsprechender Fortbildungsprogramme.
Zum Vollmitglied der Russischen Akademie der Landwirtschaftswissenschaften wurde Aksjonowa 2003 gewählt, sodass sie durch die Vereinigung dieser Akademie mit der Russischen Akademie der Wissenschaften (RAN) 2013 nun Vollmitglied der RAN ist.

## Ehrungen, Preise
- Orden der Ehre (Russland) (2001)
- Preis der Regierung der Russischen Föderation im Bereich Wissenschaft und Technik (2003)[4]
- Verdiente Arbeiterin der Lebensmittelindustrie der Russischen Föderation (2017)[5]
- Ehrenurkunde des Präsidenten der Russischen Föderation (2024)[6]
- 8 Medaillen der Ausstellung der Errungenschaften der Volkswirtschaft der Russischen Föderation